# خالجان (سوخ‌باتور)
شهرستان خالجان (به زبان مغولی: Халзан сум، [Xalzan sum]؛ ᠬᠠᠯᠵᠠᠨ ᠰᠤᠮᠤ، [qaljan sumu]) یک شهرستان (سُوم) در مغولستان است که در استان سوخ‌باتور واقع شده‌است.

## تقسیمات اداری
شهرستان خالجان متشکل از ۴ قصبه (باغ) می‌باشد، شامل:
- خاتافچ (مغولی: Хатавч баг، [Xatavč bag]؛ ᠬᠠᠲᠠᠪᠴᠢ ᠪᠠᠭ، [qatabči baɣ])
- خالجان‌شاند (مغولی: Халзан шанд баг، [Xalzan šand bag]؛ ᠬᠠᠯᠵᠠᠨ ᠱᠠᠩᠳᠠ ᠪᠠᠭ، [qaljan šaŋda baɣ])
- ساخیول (مغولی: Сахиул баг، [Saxiul bag]؛ ᠰᠠᠬᠢᠭᠤᠯ ᠪᠠᠭ، [saqiɣul baɣ])
- ساین‌شاند (مغولی: Сайншанд баг، [Sajnšand bag]؛ ᠰᠠᠶᠢᠨᠱᠠᠩᠳᠠ ᠪᠠᠭ، [sayinšaŋda baɣ])